# Любовь среди миллионеров
«Любовь среди миллионеров» (англ. Love Among the Millionaires) — черно-белая романтическая комедия 1930 года. Один из звуковых фильмов Клары Боу.

## Сюжет
Пеппер Уиппл и её сестра Пенелопа работают официантками в отцовском кафе у железнодорожной станции. За право завоевать любовь девушки соперничают железнодорожный инспектор Бутс Макги и работник телеграфа Кликер Уотсон. Однако Пеппер уже отдала своё сердце Джерри Гамильтону — сыну президента железной дороги, который постигает дело отца, инкогнито работая кондуктором. Один из подчиненных мистера Гамильтона информирует его об этом неуместном романе, и тот телеграфирует сыну, чтобы Джерри немедленно возвращался домой.
Джерри так и поступает, но привозит с собой Пеппер. Оказавшись в особняке железнодорожного магната, девушка соглашается дать Джерри отставку, испугавшись, что в противном случае мистер Гамильтон разорит её отца. Однако настоящая любовь неподвластна никаким обстоятельствам, и в конце концов Джерри и Пеппер счастливо воссоединяются.

## В ролях
| Актёр           | Роль                                    |
| --------------- | --------------------------------------- |
| Клара Боу       | Пеппер Уиппл                            |
| Стенли Смит     | Джерри Гамильтон                        |
| Ричард Галлахер | Бутс Макги                              |
| Стюарт Эрвин    | Кликер Уотсон                           |
| Клод Кинг       | мистер Гамильтон                        |
| Чарльз Селлон   | мистер Уиппл                            |
| Мици Грин       | Пенелопа Уиппл                          |
| Этель Уэйлс     | недовольная вдова (в титрах не указана) |